# Péronne-en-Mélantois

Péronne-en-Mélantois este o comună în departamentul Nord, Franța. În 1 ianuarie 2022 avea o populație de 1.001 de locuitori.